# Pia Sundhage
Pia Sundhage (Ulricehamn, 1960. február 13. –) svéd női válogatott labdarúgó, edző. Minden idők egyik legsikeresebb női labdarúgója és edzője. Játékosként Európa-bajnoki aranyérmet és világbajnoki bronzérmet szerzett a svéd válogatottal. Edzőként világbajnoki ezüstérmet, két olimpiai bajnoki címet és egy olimpiai ezüstérmet szerzett.

## Sikerei, díjai

### Játékosként

#### Klubcsapatokban
Svéd bajnok (4):
- Jitex BK (4): 1979, 1981, 1984, 1989

 Svéd kupagyőztes (4):
- Jitex BK (2): 1981, 1984
- Hammarby IF (2): 1994, 1995

#### A válogatottban
Svédország
- Világbajnoki bronzérmes (1): 1991
- Európa-bajnok (1): 1984
- Algarve-kupa győztes (1): 1995
- Nordic-kupa győztes (5): 1977, 1978, 1979, 1980, 1981

#### Egyéni
- Svéd gólkirálynő (2): 1982, 1983

### Edzőként
Svédország
- Világbajnoki bronzérmes (2): 2011, 2019
- Olimpiai ezüstérmes (1): 2016
- Algarve-kupa győztes: 2018

 Egyesült Államok
- Világbajnoki ezüstérmes (1): 2011
- Olimpiai bajnok (2): 2008, 2012
- Algarve-kupa győztes (3): 2008, 2010, 2011
- Négy Nemzet Tornája győztes (2): 2008, 2011

#### Egyéni
- Az év női edzője: 2012

 Az év edzője (1): 2003